# 조아킹 마누엘 웰로 루페타

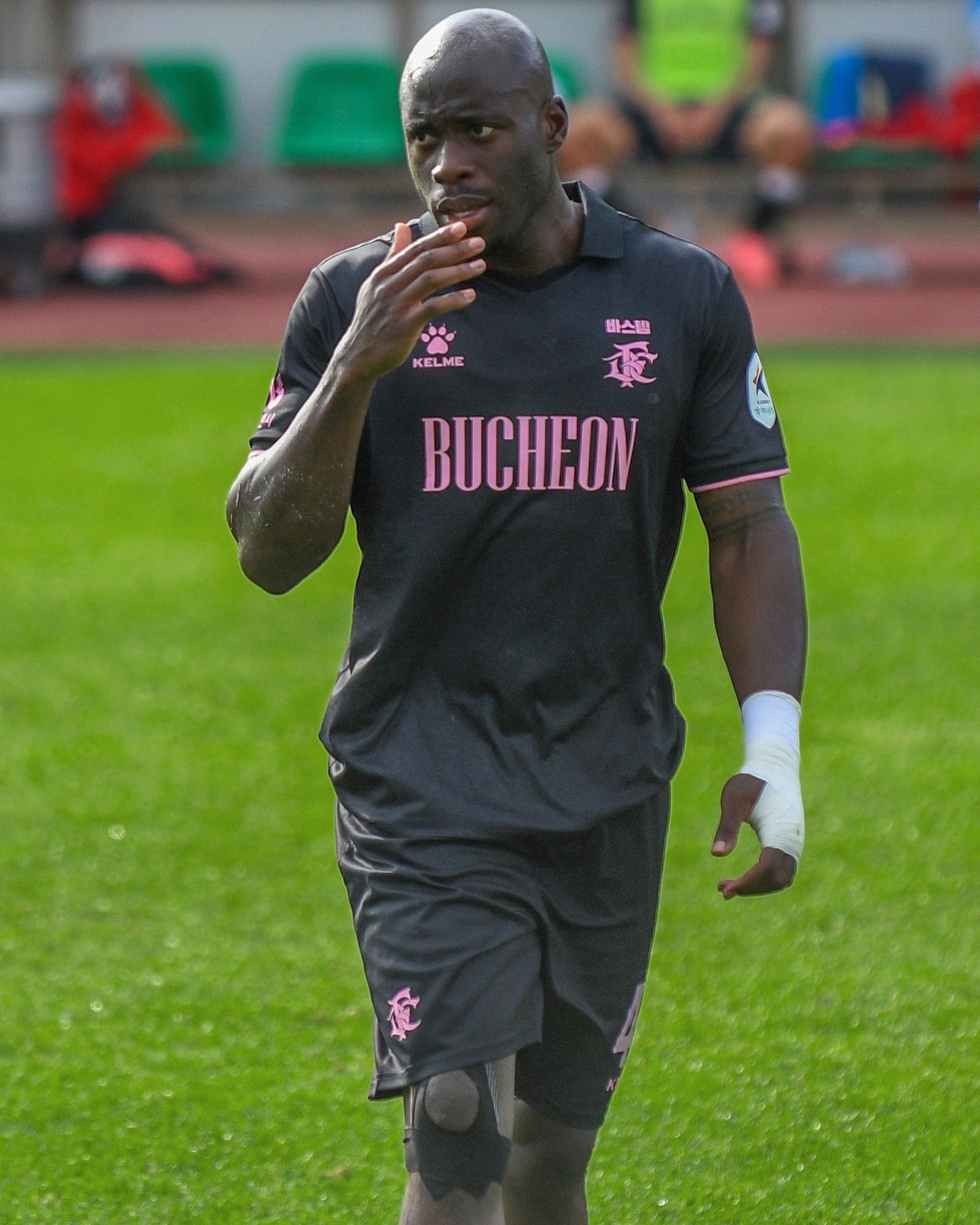
2024년 모습

조아킹 마누엘 웰로 루페타(포르투갈어: Joaquim Manuel Welo Lupeta, 1993년 3월 24일~)는 포르투갈의 축구 선수이다.